# Hubert Yffz
Hubert Yffz, auch Hubert von Yss gen. Agrippinas (* im 15. Jahrhundert in Köln; † 5. Februar 1483 in Trier) war ein deutscher Prämonstratenserabt, Weihbischof in Trier und Titularbischof in Azotus.

## Leben
Hubert Yffz entstammte einer Kölner Ratsherrenfamilie, die ihren Ursprung in den Niederlanden hatte. Er war Mitglied des Prämonstratenserordens, absolvierte ein Studium der Theologie und promovierte zum Doktor des Kirchenrechts.
Er kam in die Abtei Rommersdorf, deren Mönche bestrebt waren, die Seelsorge in den umliegenden Pfarreien zu übernehmen. 1433 oder 1434 wurde er dort zum Abt gewählt.
Mit dem Trierer Erzbischof Raban von Helmstatt führte er einen Streit über Zuwendungen, der am 26. Juli 1437 durch das Konzil von Basel zu seinen Gunsten entschieden wurde.
Kardinal Nikolaus von Kues schlug ihn am 11. Mai 1450 im römischen Konsistorium für die Bischofswürde vor.
Am 14. Mai 1450 folgte die Weihe als Titularbischof für das Titularbistum Azotus.
Am 6. Februar 1452 trat er seinen Dienst als Weihbischof in Trier an, nachdem er im Juni 1451 die Weihe empfangen hatte.
Abt Johannes Vasator von ihm benediziert und Johannes von Eindhoven folgte ihm im Amt.